# ルーマニア戦線
ルーマニア戦線（ルーマニアせんせん）は、第一次世界大戦における、ルーマニア王国の参戦とこれを支援するロシア帝国軍、及び中央同盟国との戦闘を指す。

## 参戦の経緯
ホーエンツォレルン家出身の君主カロル1世によって統治される新生ルーマニア王国は、王家の故郷プロイセンを含むドイツ帝国、オーストリア＝ハンガリー帝国、イタリア王国の三国による三国同盟に加わっていた。しかしバルカン半島を切っ掛けに欧州が不安定化して第一次世界大戦が勃発すると、ルーマニアは同盟条約を破棄して中立を宣言した。ルーマニア政府は戦争はオーストリアの侵略行為によるもので、相互防衛の範疇には含まれないと強弁した。一方で、カロル一世は縁戚のドイツ帝国と親密な関係を結んだ。
1914年10月、カロル1世が急死し甥のフェルデナンド1世が即位した。新国王の妃マリヤはヴィクトリア女王の孫であり、イギリス人だった。この妻の影響で、ルーマニアは急速に連合国側に傾いて行くことになる。また、当時のルーマニア首相イオン・ブラティアヌはもともと親仏論者（若い時期にフランスに留学していた）であり、積極的に連合国にたった参戦を追求していた。
戦争の進展につれて、両陣営は盛んに中立国への参戦工作を繰り広げる様になった。1914年にロシアとの間で「適切な場合」にオーストリア領のルーマニア人居住地区を統合することが認めらたルーマニア-ロシア秘密協定が結ばれ、代わりに「博愛的中立」が求められた。一方でオーストリアからは1915年6月29日にブカレストのオーストリア＝ハンガリー公使オットカル・ツェルニンが、ルーマニアのベッサラビアに対する権利の承認、ブコヴィナの全面的な返還、トランシルヴァニアにおけるルーマニア系住民の統治に関する一連の譲歩を内容とする提案を提示した。1916年になると連合国は、ヴェルダンの戦いとブルシーロフ攻勢の結末からルーマニアの参戦が重要と考え、申し出を受諾し、直ちに参戦しなければ連合国とはみなさない、と半ば脅迫の形で参戦を要求した。1916年6月にロシアから、7月にはフランスから参戦の催促がなされ、8月に連合国とルーマニアはブカレスト条約に調印し、ルーマニアはかつての同盟国オーストリアの領土であるトランシルヴァニアを得る権利が与えられた。この際ルーマニアの軍事的支援策としてロシアはドブロジャ地方に騎兵一個師団と歩兵二個師団を送ること、またガリツィアおよびサロニカから攻撃が開始されることが約束された。しかしこれらの軍事支援は実際には反故にされた。1916年7月には事前にフランスとイギリスの間で別の密約が結ばれており、ルーマニアはブルガリアを同時に攻撃しない限り、テッサロニキの軍隊の援助の恩恵にあずかれないことが規定されていた。参戦に関して、ベッサラビアへの領土欲も覗かせていたルーマニアにロシアが強い不快感を抱いて、彼らの参戦に反対したという説がある。またイギリスの軍史家ジョン・キーガンは「第一次世界大戦」の中で、連合国は終戦後に秘密協定を反故にしてルーマニアの領土的野心を無視する事を決めていたという。
ルーマニア政府は1916年8月17日に連合国に参加を表明し、8月31日にオーストリア＝ハンガリー帝国のみに宣戦布告した。しかし、その1週間以内に他の同盟国全てから宣戦布告される。ブルシーロフ攻勢で戦った両軍がそれぞれ50万名前後であった事を考えれば、60万名を越えるルーマニア軍は一大戦力と言える。しかしルーマニア軍の軍備は、ロシア軍やオーストリア・ハンガリー軍に比較しても見劣りするものであり、三分の一は輜重兵で、かつ予備役と現役の区別が兵士では判然としなかった。農繁期には一部を除隊させねばならない状態で近代的な国民皆兵軍と呼ぶには無理があった。一部の例外を除いて、ルーマニア王国には19世紀半ばまで公教育制度がなく、識字率は開戦前の1912年時点で39.3%に過ぎなかった。地勢的にルーマニアは周囲の4か国から集中攻撃を浴びかねないにもかかわらず、援軍はロシア帝国しか期待できなかった。そしてそのロシアはルーマニアに援軍を送る余力はなく、またルーマニア軍に何も期待していなかった。
イギリスのホレイショ・キッチナー陸軍大臣はルーマニア参戦を強く推進した人物の一人で、クリストファー・トンプソン中佐をルーマニアに特使として派遣した。しかしキッチナーの思惑とは反対にルーマニア軍を視察したトンプソンは、仮想敵国であるオーストリア＝ハンガリー軍とブルガリア軍に勝てる余地は無く、むしろルーマニア軍は連合軍にとっての荷物になるだろうと判断した。報告を連合国陣営は認めようとせず、1916年8月13日に連合国とルーマニアの間で正式な軍事協定が結ばれた。後に空軍大臣を務めることになるトンプソンは同年の内にルーマニア軍によって生じた連合軍の被害を抑える役目を担う事になった。彼はルーマニア国内の油田地帯を破壊して、同盟軍によるルーマニア占領の利点を最小限に留める成果を挙げている 。
ドイツ帝国はブルガリアと共に同盟国オーストリアを救うべく直ちに行動を起こし、戦線が安定化していた中東のオスマン帝国が助力を申し出た。情勢を詳しく把握していないドイツ軍は、大軍であるルーマニア軍の参戦を単純に脅威と捕らえる向きがあった。パウル・フォン・ヒンデンブルクは当時の日記に「ルーマニアのような小国がこれほどの重要な役割を与えられた事は世界史上に例の無い事だろう。ドイツとオーストリアは20分の1の人口しかない国に命運を握られたのだ」と記述している。

## ルーマニア参戦

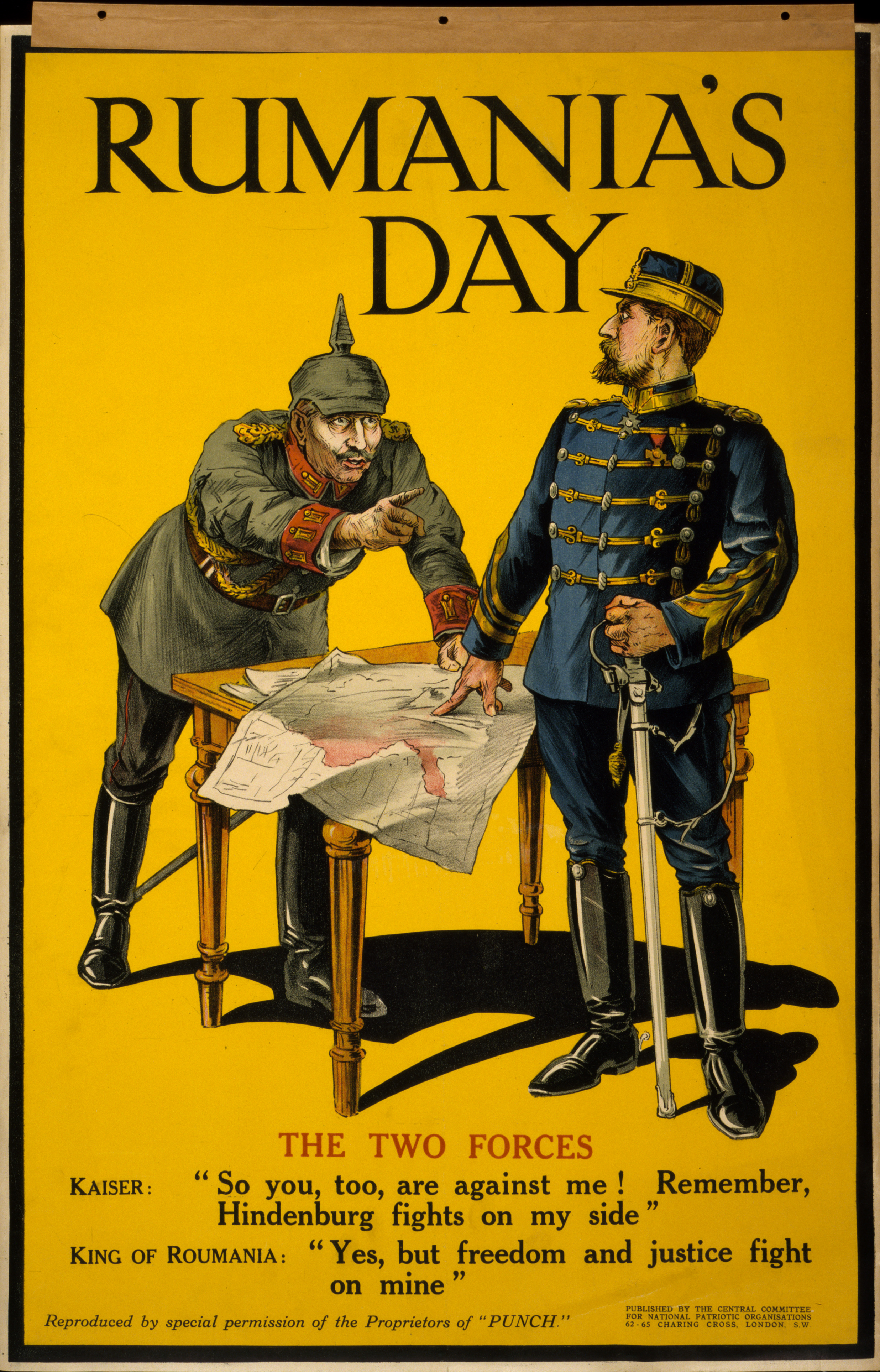
イギリスで製作された参戦を伝えるポスター

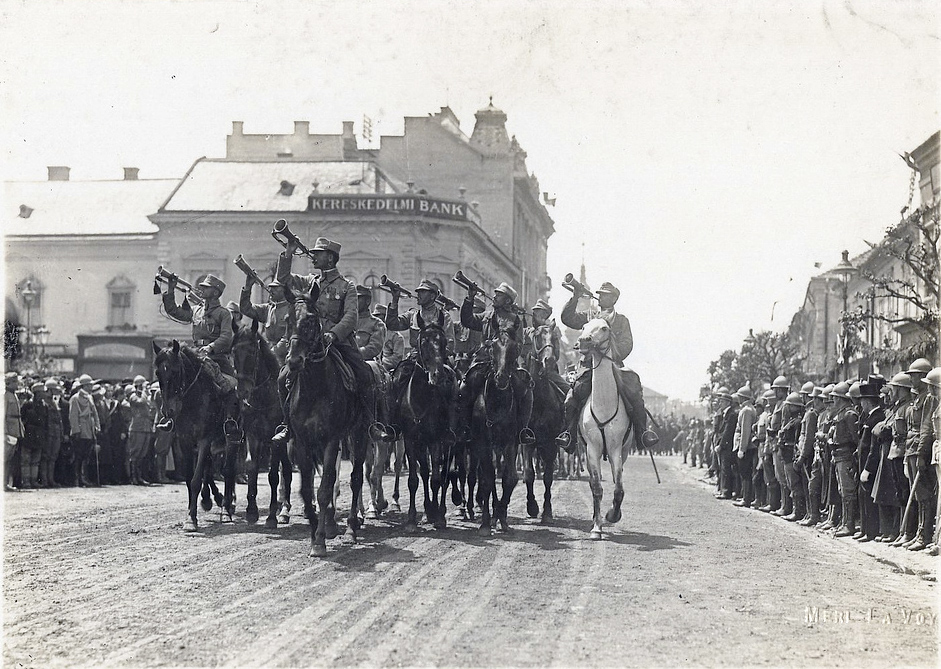
トランシルヴァニアで戦勝パレードを行うルーマニア軍

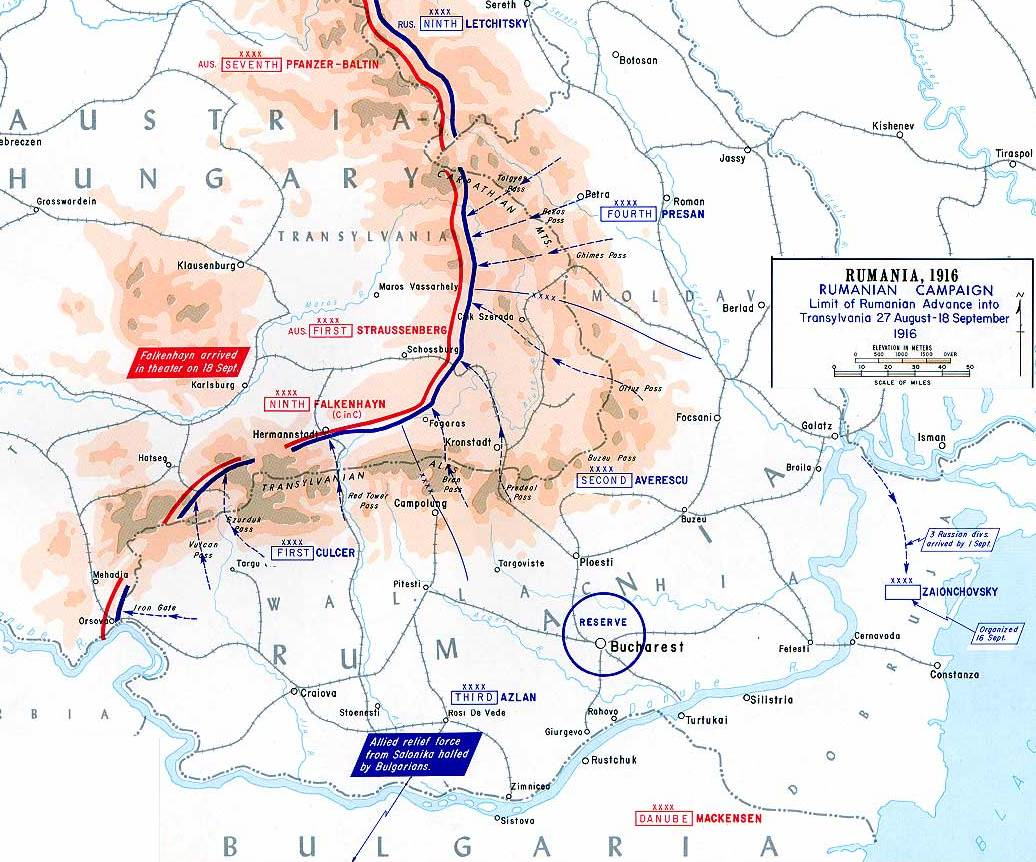
ルーマニア軍の進撃路

### トランシルヴァニア侵攻
8月27日の夜、ルーマニア軍の3個軍(第1軍、第2軍、北方軍)はカルパティア山脈を通っての遠征計画「仮説ゼータ」を実行に移し、トランシルヴァニアへ侵攻した。攻撃はロシア軍と向かい合うオーストリア＝ハンガリー軍へと向けられる形になっていた。ルーマニア軍は幾つかの脆弱な部隊を退けてカルパティア山脈を越え、最初の目標であったシビウ市と周辺都市を占領した。ルーマニア軍はシビウで多数を占めるルーマニア系住民から歓待を受けたと伝えられ、民族意識を満足させた。
しかしそれはオーストリア軍が4個師団の増援を派遣するまでの事であり、3個軍からなるルーマニア軍はオーストリア第1軍の防衛線を突破できず、9月に早くも攻勢は頓挫した。ルーマニア軍の苦戦を見てロシア軍は3個師団を前線から引き抜いて派遣したが、補給事情から直ぐにトランシルヴァニアへ向かう事はできなかった。ルーマニア軍が衝動的な攻撃を続ける中、反撃はアウグスト・フォン・マッケンゼン将軍の多国籍軍によって開始された。多国籍軍はドブルジャに駐留するブルガリア軍2個師団を中核にしつつ、ドイツ軍1個旅団とオスマン軍1個軍団がこれを支えていた。

### ブルガリア軍の北進
マッケンゼン将軍は多国籍軍をブルガリア国内からルーマニア南部の大都市コンスタンツァの占領を目標に北進させた。国境の街トゥトラカン（当時ルーマニア領）に展開していたルーマニア軍39,000名はドイツ軍の支援を受けたブルガリア軍55,000名の攻撃を受けた。
トゥトラカンの戦いは同盟国軍の勝利に終わり、2万名前後のルーマニア兵と380人のルーマニア人将校が降伏した。ルーマニア第3軍は援軍の投入によって国境部隊を大幅に増員し、辛うじてコンスタンツァ目前で攻勢を押し留めた。連合国軍はルーマニア軍が独力で戦いを進める事を望んでおり、援軍を派遣したロシア軍も前述の通り補給不足に苦しんでいた。
こうした状況はブルガリア軍とドイツ軍の結束と対をなし、同盟軍の反撃をより容易にした。9月15日、ルーマニアはトランシルヴァニア侵攻計画の中止と南部戦線への主戦力投入を決定、ルーマニア軍の侵攻は僅か1ヶ月足らずで中止に追い込まれた。
アレクサンドル・アヴェレスク元帥はトランシルヴァニア方面のルーマニア軍主力から戦力を集めてドナウ川に沿ったフラマンダ攻勢と呼ばれる大規模な反撃を開始、平行してドブリチでルーマニア軍とロシア軍の共同攻撃も行われた。数的に大幅に上回っていたルーマニア軍の反撃ではあったがドナウ川の増水やオーストリア海軍の攻撃に渡河は難渋した。
それでも一部部隊が対岸に橋頭堡を築いたものの、ドブリチの戦いでブルガリア軍に敗北し、続いてトランシルヴァニアでオーストリア軍の反撃が開始されるとルーマニア軍主力も退却した。一連の戦いでルーマニアが攻撃側から防御側に回る事が決定的となった。程なくロシア軍の増援が首都ブカレストとコンスタンの間に到着して、9月23日まで同盟軍の攻勢を防ぐ事に成功した。

## 同盟軍の反攻作戦

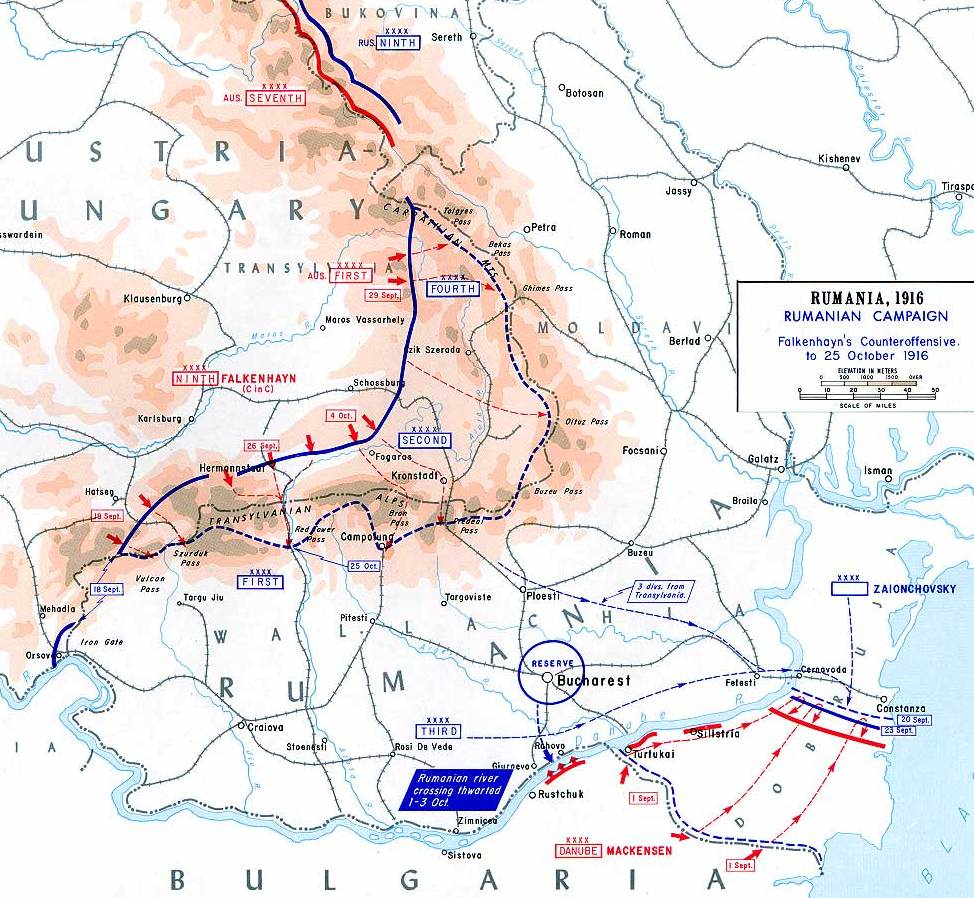
同盟軍の反撃

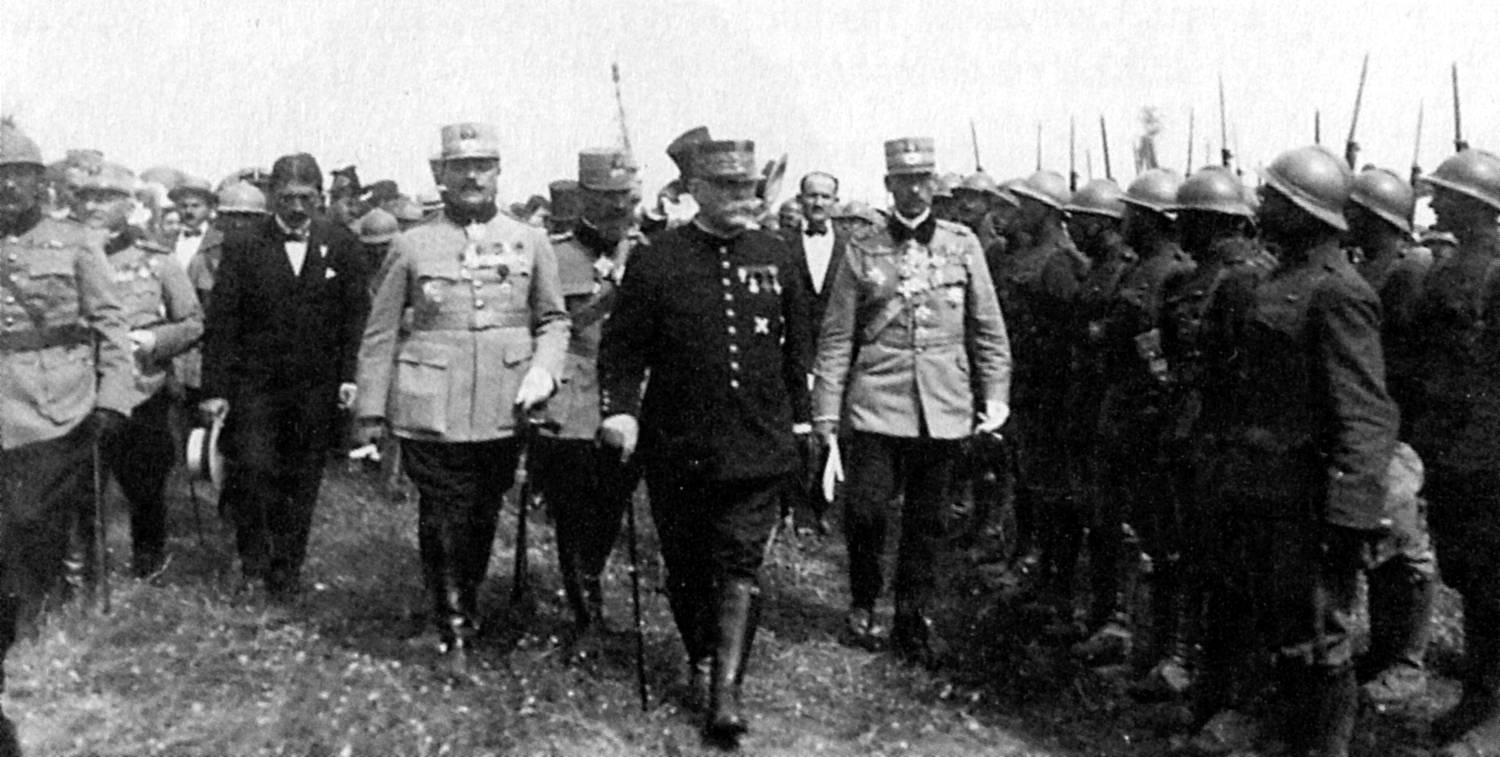
ルーマニア軍を視察するジョゼフ・ジョフル元帥

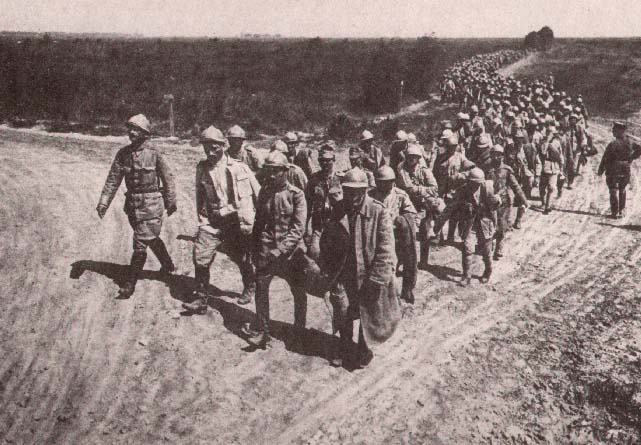
列をなすルーマニア兵の捕虜

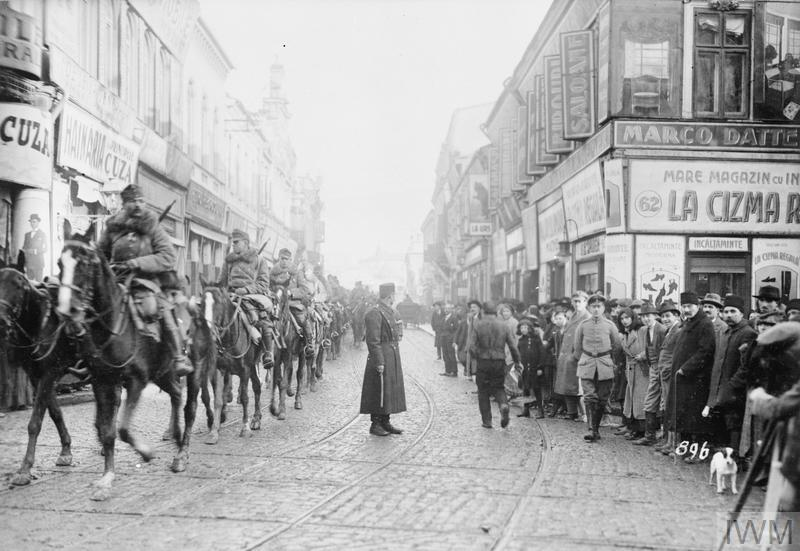
ブカレストを占領する同盟軍

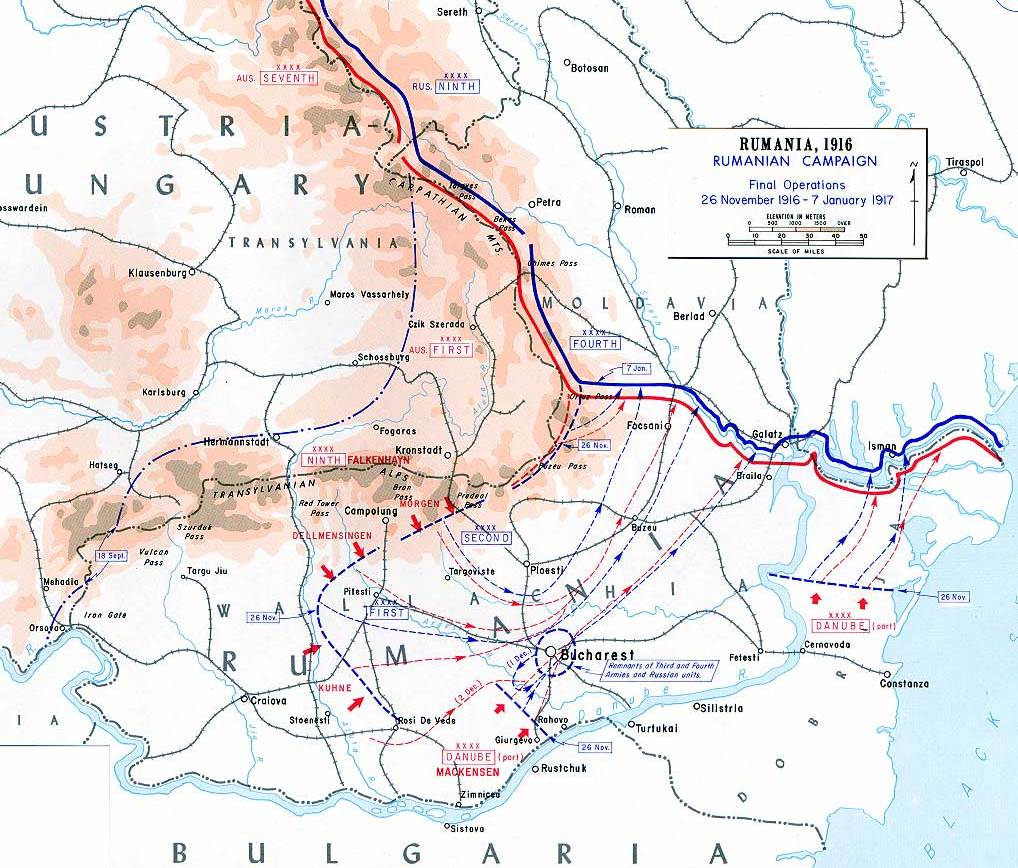
ブカレスト占領と北方への総攻撃

### トランシルヴァニアからの退却
ブルガリア国境で戦闘が行われる中、9月18日時点でトランシルヴァニアの同盟軍はドイツ第9軍司令官のエーリッヒ・フォン・ファルケンハイン元参謀総長の指揮下に置かれていた。トランシルヴァニアでの同盟軍の反撃は、ハツェグを占領するルーマニア第1軍に行われ、ルーマニア軍の前進を停止させた。8日後にドイツ軍の2個山岳師団がシビウ近郊で占領を終えつつあったルーマニア軍部隊を撃退し、ルーマニア軍は山岳地帯へと敗走した。対するルーマニア軍も10月4日に第2軍をブラショヴを守るオーストリア＝ハンガリー軍に差し向けた。しかし攻撃は失敗に終わり、そればかりかルーマニア第2軍が更に後退する結果を生んだ。二つの敗北の後、ルーマニア第4軍は10月25日に敵と戦わずに大きく後方へと退却し、ほぼ開戦前のラインへと戻っていった。
ファルケンハイン将軍はトランシルヴァニアから退いたルーマニア軍を追って、相手の防衛線を丹念に調べた上で攻撃に移った。数週間後に彼はバルカ山への攻撃の為にアルペン師団を投入する事を決め、攻撃は11月10日に開始された。ルーマニア兵を打ち破ったアルペン部隊の将校の一人はエルヴィン・ロンメルも含まれていた。11月11日に当時中尉であったロンメルはレスクルイ山の占領において、ヴュルテンベルク山岳大隊を率いて参加した。攻撃は11月26日までに山岳地帯に篭っていたルーマニア軍をたちまち後方の平原地帯に押し遣ってしまった。同盟軍の追撃でルーマニア軍は崩壊寸前にあったが、山岳地帯に大雪が積もった事で同盟軍も一旦進撃を停止せざるを得なかった。

### ブカレストの戦い
一方、南部の同盟軍は直ぐに新たな攻撃には移らず、沿岸部を確保する為の慎重な準備に1ヵ月間にわたる時間をかけた。マッケンゼン将軍が次の攻撃に移ったのは10月20日のことで、彼の軍はルーマニア軍とロシア軍（ザイオンチコーフスキー将軍の1個軍団）の共同戦線を破り、10月22日に目標であったコンスタン市の占領に成功した。ルーマニア軍が後退した後、がら空きになったドブルジャの防衛はロシア軍が単独で行わねばならず、じりじりとドナウ・デルタへと後退を強いられていった。ロシア軍は士気や物資を削られ続け、戦線前方の戦力を減少させたマッケンゼンはドナウ川を渡河して直接ブカレストへ進軍する為の戦力を抽出する事ができた。マッケンゼン軍の半数近い兵士が戦線後方のスビシトフへと下がり、上陸準備を進めた。
11月23日、マッケンゼン軍の一部がドナウ川渡河に成功してブカレストへと迫った。ルーマニア軍は恐慌状態に陥り、マッケンゼン軍は非常に弱い抵抗を受けただけで速やかにブカレスト包囲へと駒を進めた。ブカレスト占領はルーマニア軍に止めの一撃となりうる事が予想されており、新たに総司令官となったコンスタンチン・プレザン元帥は全軍を動員して必死の反撃に移ろうとしていた。
計画は大胆であったが戦力不足が否めず、マッケンゼン軍の分隊を抑える事に忙殺されていたロシア軍は攻撃に反対した。12月1日、結局ルーマニア軍は作戦を強行したが、3日後にはルーマニア軍は跡形も無く駆逐されていた。ルーマニア政府はヤシ市に遷都を宣言して首都から逃亡し、12月6日に同盟軍の騎兵部隊がブカレストに入城した。一連のブカレストの戦いで150,000名以上のルーマニア兵が降伏して同盟軍の捕虜となった。
ルーマニア軍の残存戦力は幾分存在していたものの、ルーマニアの半分以上が同盟軍の占領下に置かれていた。ルーマニア軍の敗退でロシア軍に南部戦線により多くの戦力を配置せねばならず、国防上の負担を強いられた。「ルーマニア・キャンペーン」はマッケンゼンとファルケンハインによる同盟軍の鮮やかな圧勝であった。

## 戦争終結

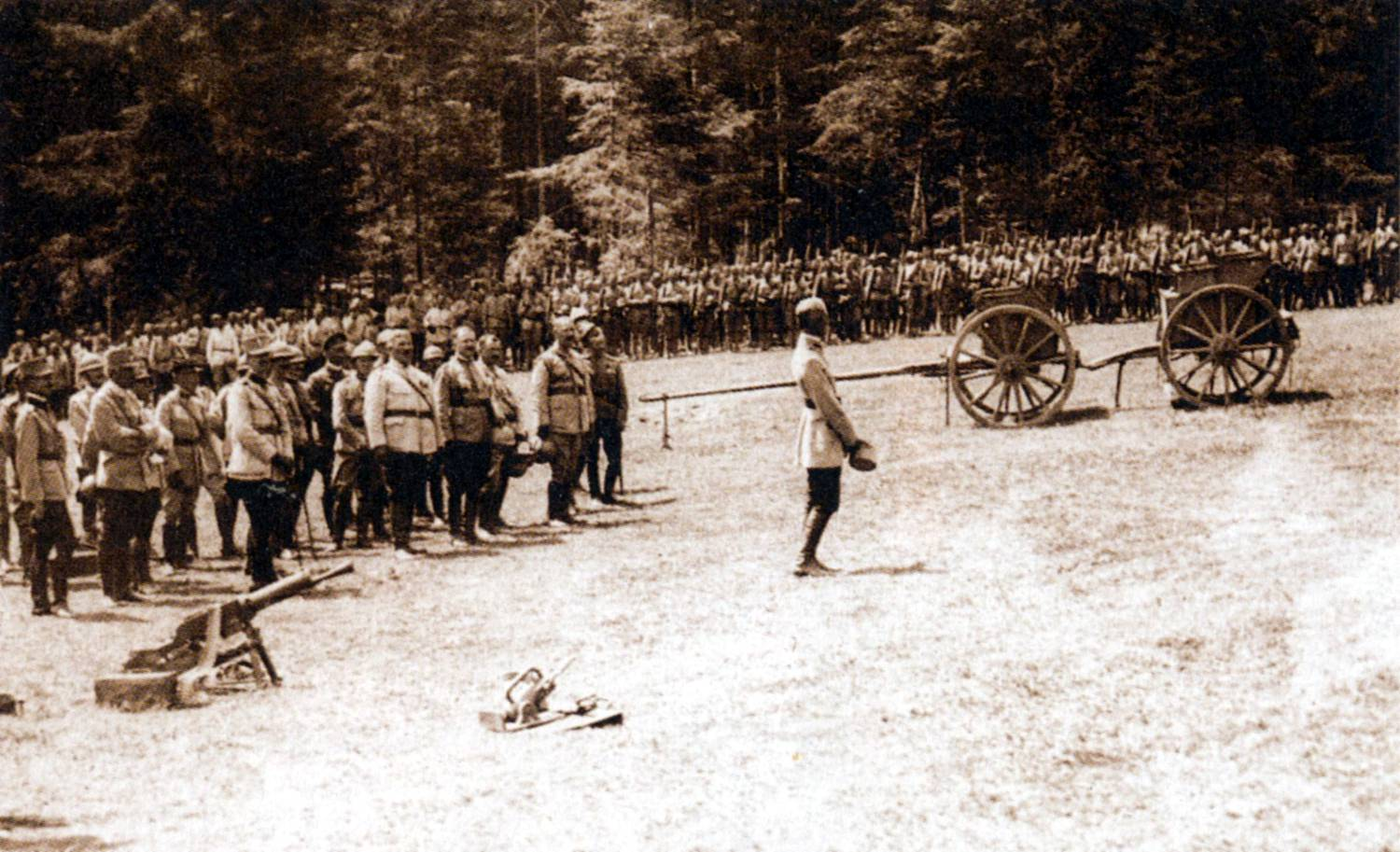
マラシュティの戦い

### モルダヴィア戦線
モルダヴィアへと引き下がったルーマニア軍と政府は、増員されたロシア軍の強固な防衛線の後ろに下がって抗戦を試みた。同盟軍はルーマニア軍に致命傷を与え、領土の多くを獲得した事で東部戦線の安定化を既に得ていた。またロシア軍も本土につながるモルダヴィアには本格的な戦力を投入していた為、両軍共に大きな動きは見られなくなった。
1917年後半、ロシア軍がケレンスキー攻勢で東部戦線の同盟軍に打撃を与えると、これに乗じてルーマニア軍も攻撃を敢行した。結果としてルーマニア軍はマラシュティとマラシェシュティという二つの戦いで同盟軍から戦術的な勝利を得ている。これはルーマニア軍にとって第一次世界大戦における数少ない勝利であり、戦局に然程の影響はなかったものの、ルーマニア軍の艦艇名に用いられるなど軍の誇りとされた。

### ブカレスト講和条約
1918年5月7日、ロシアが革命で戦争を離脱すると、後ろ盾を失ったルーマニア軍と政府は同盟軍に降伏した。直ちにブカレスト講和条約が締結され、ルーマニアは同盟軍の占領地として総督府が設置された。ルーマニア降伏は膨大な穀物と石油を同盟軍に与え、連合軍にとって不利な状態を与えた。

### 連合軍による解放とトランシルヴァニア併合
大戦末期の1918年11月10日、同盟国の形勢不利が明らかとなる中で行われたテッサロニキでの攻勢はブルガリアを降伏に追い込み、バルカン戦線でも連合国が主導権を握る結果を生み出した。ここでルーマニアは同盟国に反旗を翻して、連合国の支援により独立を回復した。11月28日にルーマニア王国は敗戦したオーストリア＝ハンガリー帝国のトランシルヴァニア地方で住民投票を行い、同地を独断で自国に併合した。
オーストリア＝ハンガリーはこれに反発したが、ルーマニアは「戦勝国」の立場を背景にヴェルサイユ講和条約でトランシルヴァニア併合を認めさせる事に成功した。同盟国ドイツもブカレスト講和条約の全面破棄を認める第259条の存在によって、これを追認するしかなかった。その後、オーストリア＝ハンガリーは崩壊へと向かうが、後続国家のひとつであるハンガリー評議会共和国はルーマニアの横柄な行動に強く抗議し、トランシルヴァニア住民の34%を占めるハンガリー人の奪還を論じた。だが共産政権である同国の存在は国際社会の同意を得られず、四面楚歌の状態で1919年に周辺国の連合部隊によって強制的に崩壊へと導かれた。
ルーマニアもこの流れを後押ししてトランシルヴァニア奪回の試みを遠ざけようとした。

## 評価

第一次世界大戦における協商国側戦死率

ルーマニア軍は明らかに連合軍にとって間の悪い状況で戦争へと踏み入った。1914年ならセルビア侵攻に対する備えとなり得たかも知れないし、1916年前半であれば戦力不足で後一歩の結果に終わったブルシーロフ攻勢に加われたかも知れない。ヴィンセント・エスポジトの著作は以下の様に論じている。
軍事的に見て、ルーマニア軍の行動は最悪と言えた。彼らはトランシルヴァニアに野心を覗かせる間、南部のブルガリア軍の存在に対してなんら注意を払っていなかった。加えて自軍の攻撃が山岳地帯で阻まれた時、反撃に備える事もしなかった。そしてなにより、ルーマニア軍は「戦力を集中させる」という行動を一度も試みなかった。
連合軍によるサロニカ攻勢の失敗はブルガリア軍が自由に動ける状態を維持した。これがトランシルヴァニア攻撃を行う上で大きな重圧となった事は、戦いの結果を見ても明らかであろう。またルーマニア軍はロシア軍に20万人の増援を要求したが、ロシア軍は最低限の戦力しか送らなかった。こうした事柄は参戦前にルーマニアが思い描いていた結果と食い違った結末を与えた一因と言えるだろう。

## 引用
1. 1 2  http://timelines.com/perspectives/f323c8e77bea6e2b8f87d7282f0c7dd6
2. ↑  Българската армия в Световната война 1915 - 1918, vol. VIII , pag. 792
3. ↑  Българската армия в Световната война 1915 - 1918, Millions of mouths died in Romania during the Great War. vol. VIII , pag. 283
4. ↑  România în războiul mondial (1916-1919), vol. I, pag. 58
5. ↑  http://forum.axishistory.com/viewtopic.php?f=31&t=6905
6. ↑  Erickson, Edward J.  Ordered to die : a history of the Ottoman army in the first World War, pg. 147
7. ↑  http://www.pbs.org/greatwar/resources/casdeath_pop.html
8. ↑  Г.Ф.Кривошеев (под редакцией). Россия и СССР в войнах XX века: Потери вооруженных сил
9. ↑  Ioan Calafeteanu, Cristian Popişteanu, Politica externă a României. Dicţionar cronologic, Editura Ştiinţifică şi Enciclopedică, Bucureşti, 1986, p 158
10. ↑  Constantin Kirițescu, "Istoria războiului pentru întregirea României: 1916–1919", 1922, p. 179
11. ↑  Istoria militară a poporului român, vol. V, Editura Militară, Bucureşti, 1989, p. 345
12. ↑  Vincent Esposito, Atlas of American Wars, Vol 2, text for map 37
13. ↑  John Keegan, The First World War, pg. 306
14. ↑  Mihailescu, Vintila (2015年4月30日). “Istoria României: noul val? - Contributors”.  https://www.contributors.ro/.+2024年3月25日閲覧。
15. ↑   To Ride the Storm: The Story of the Airship R.101 by Sir Peter G. Masefield, pages 16-17  (1982, William Kimber, London) ISBN 0 7183 0068 8
16. ↑   Paul von Hindenburg, Out of My Life, Vol. I, trans. F.A. Holt (New York: Harper & Brothers, 1927), 243.
17. ↑  Българската армия в Световната война 1915 - 1918, vol. VIII , pag. 282-283
18. 1 2  Vincent Esposito, Atlas of American Wars, Vol 2, text for map 40
19. ↑  John Keegan, World War I, pg. 308
20. ↑  Articles 248 - 263 - World War I Document Archive
21. ↑  Torrey, Romania and World War I, p. 27
22. ↑  Istoria Romaniei, Vol. IV, p. 366
23. ↑  Torrey, Romania and World War I, p. 65